# Lucy Walker (Regisseurin)

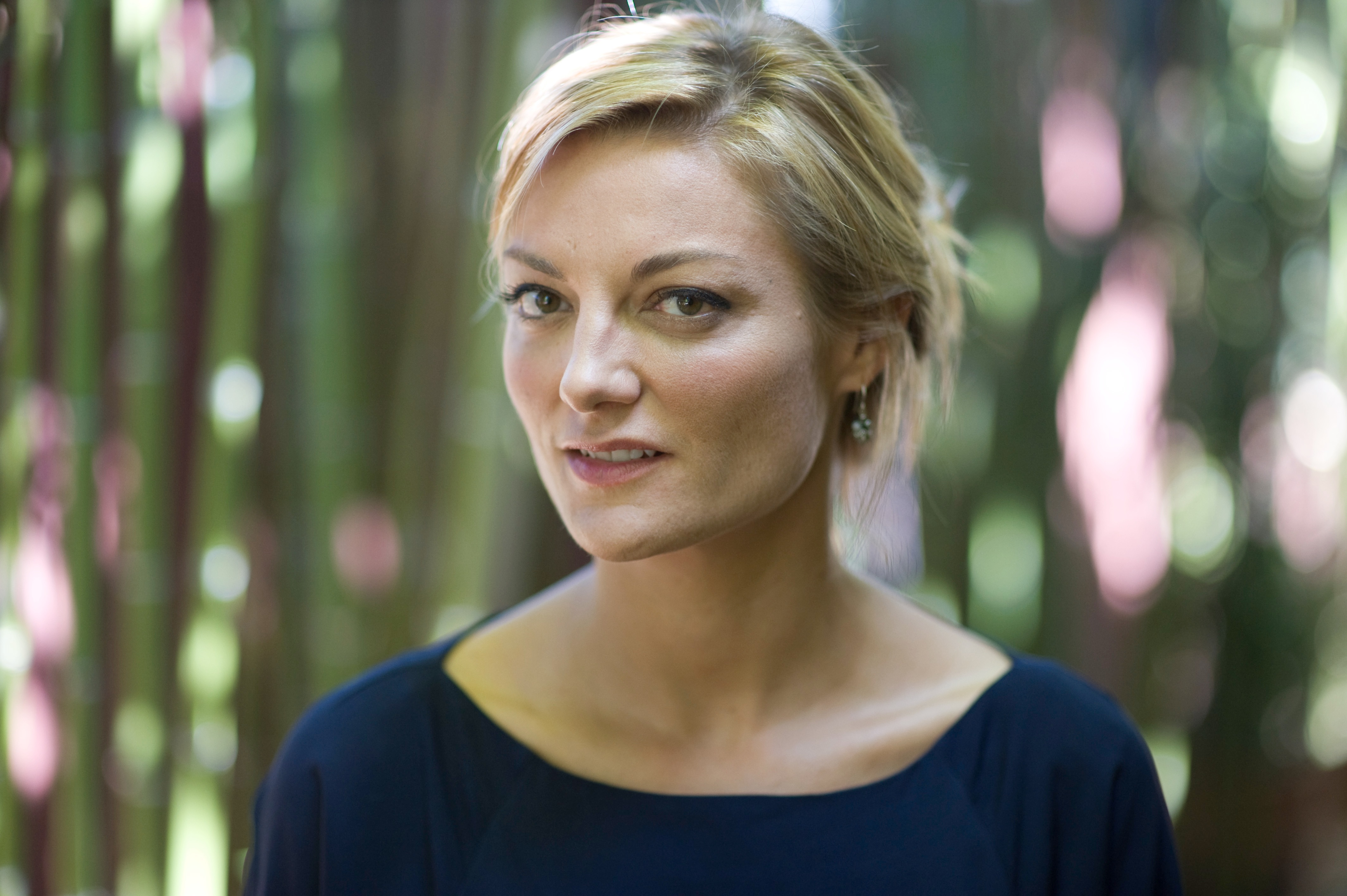
Lucy Walker (Februar 2012)

Lucy Walker (* in London) ist eine britische Dokumentarfilmerin und Filmproduzentin.

## Leben und Karriere
Lucy Walker wuchs in London auf und begann während ihrer Schulzeit damit, Theaterstücke zu leiten. Dies führte sie als Studentin am New College der Oxford University fort, wobei sie Literaturwissenschaft studierte. Nachdem sie 1992 ihren Abschluss machte, bekam sie die Teilnahme am Fulbright-Programm und nahm an einem Studiengang der Tisch School of Arts der New York University teil, den sie mit dem Abschluss Master of Fine Arts beendete.
Walker ist für ihre vier Dokumentarfilme Devil’s Playground, Blindsight, Waste Land und Countdown to Zero und zudem für ihren Dokumentar-Kurzfilm The Tsunami and the Cherry Blossom bekannt. Insgesamt gewann sie für ihre Filme 27 Preise und wurde zusätzlich 14 mal nominiert. Für Waste Land erhielt sie 2011 eine Oscarnominierung in der Kategorie Bester Dokumentarfilm, auch Walkers Dokumentar-Kurzfilm The Tsunami and the Cherry Blossom erhielt 2012 eine Oscarnominierung in der Kategorie Bester Dokumentar-Kurzfilm.

## Filmografie
- 2002: Devil’s Playground
- 2006: Blindsight
- 2010: Waste Land
- 2010: Countdown to Zero
- 2011: The Tsunami and the Cherry Blossom
- 2013: The Crash Reel
- 2017: Buena Vista Social Club: Adios
- 2021: Bring Your Own Brigade
- 2022: How to Change Your Mind
- 2023: Mountain Queen: The Summits of Lhakpa Sherpa